# Troyden Prinsloo
Hercules Troyden Prinsloo (* 16. November 1985) ist ein südafrikanischer Schwimmsportler, spezialisiert auf die langen Freistilstrecken. Bei den Afrikaspielen des Jahres 2007 holte er drei Goldmedaillen.

## Erfolge
In Algier 2007 siegte er über 400, 800 und 1500 m Freistil. Dabei schlug er über 400 m in 3:55,29 min den Tunesier Ahmed Mathlouthi (3:55,75) und über 800 und 1500 m (8:02,84, 15:24,93) jeweils seinen Landsmann Riaan Schoeman (8:11,23, 15:58,31).
Ein Jahr zuvor holte er bei den Commonwealth Games 2006 in Melbourne Bronze über 1500 m in 15:11,88 min (Gold David Davies (14:57,63), Silber Andrew Hurd (15:09,44)) und bei den Pan Pacific Swimming Championships desselben Jahres Silber in 7:56,82 über 800 m Freistil hinter Andrew Hurd (7:55,88) und vor Ryan Cochrane (7:58,32).
Ohne besonderen Erfolg nahm Prinsloo an den Olympischen Spielen 2008 in Peking und 2012 in London teil.
Bei der Midmar Mile, einem der weltgrößten Freiwasser-Events, erzielte er 2006 mit 17:47 min die beste je geschwommene Zeit.
2015 trainierte Prinsloo Schwimmer in den Vereinigten Arabischen Emiraten.